# Onda/Saison 2012
Dieser Artikel listet Erfolge und Fahrer des Radsportteams Onda in der Saison 2012 auf.

## Erfolge in der UCI Europe Tour
In den Rennen der Saison 2012 der UCI Europe Tour gelangen die nachstehenden Erfolge.
| Datum    | Rennen                                          | Kat. | Sieger         |
| -------- | ----------------------------------------------- | ---- | -------------- |
| 22. Juni | Portugiesische Meisterschaft – Einzelzeitfahren | CN   | José Gonçalves |

## Platzierungen in UCI-Ranglisten
| UCI Continental Circuit | Platz |
| ----------------------- | ----- |
| UCI America Tour 2012   | 20    |
| UCI Europe Tour 2012    | 91    |

## Abgänge – Zugänge
| Zugänge            | Team 2011 | Abgänge          | Team 2012         |
| ------------------ | --------- | ---------------- | ----------------- |
| David Gutiérrez    | Geox-TMC  | Ricardo Vilela   | Efapel-Glassdrive |
| Domingos Gonçalves | Neoprofi  | Alejandro Marque | Carmim-Prio       |
| José Gonçalves     | Neoprofi  | Bruno Borges     | Unbekannt         |
|                    |           | Alberto Morras   | Unbekannt         |
|                    |           | Ion Pardo        | Unbekannt         |

## Mannschaft
| Name               | Geburtstag       | Nationalität |
| ------------------ | ---------------- | ------------ |
| João Cabreira      | 12. Mai 1982     | Portugal     |
| Delio Fernández    | 17. Februar 1986 | Spanien      |
| Domingos Gonçalves | 13. Februar 1989 | Portugal     |
| José Gonçalves     | 13. Februar 1989 | Portugal     |
| David Gutiérrez    | 2. April 1982    | Spanien      |
| Bruno Lima         | 5. November 1985 | Portugal     |
| Hélder Oliveira    | 20. Februar 1983 | Portugal     |
| Daniel Silva       | 8. Juni 1985     | Portugal     |
| Célio Sousa        | 31. März 1987    | Portugal     |